# Guttula galatheae
Guttula galatheae là một loài ốc biển, là động vật thân mềm chân bụng sống ở biển thuộc họ Seguenziidae.